# Lee-Enfield Nº 4 Mark I
El Lee-Enfield Nº 4 Mark I o Fusil Nº 4 fue un fusil de infantería diseñado por la Royal Small Arms Factory Enfield en Reino Unido en 1928.

## Historia
En 1928 el Ejército británico había desarrollado ya un nuevo fusil reglamentario, similar en apariencia general y capacidad al Lee-Enfield, pero mucho más fácil de producir en masa. Este nuevo fusil, el Número 4, era un arma de lo más manejable, y su principal diferencia respecto a sus predecesores era su mira de abertura. De 1941 en adelante se produjo fundamentalmente en Canadá y en EE. UU., aunque se fabricaron algunas unidades en Inglaterra. Experimentó algunas modificaciones, fudamentalmente la aplicación de un alza simple abatible de dos alcances en vez de la anterior, más compleja, y algunos se fabricaron con un ánima de dos estrías. Por lo demás el arma permaneció sustancialmente inalterada, y quizá su característica principal fue la variedad de bayonetas fabricadas para utilizarlas con ella. A algunos ejemplares selectos se les instalaba una mira telescópica Nº 32 y también carrilleras desmontables, y fueron usados con éxito por francotiradores. Permaneció en uso en el Ejército británico hasta 1957.